# Contea di San Diego
La contea di San Diego, in inglese San Diego County, è una contea all'estremità sud-ovest dello Stato americano della California. Il capoluogo è San Diego.
Secondo il censimento del 2000, la popolazione della contea era di 2.813.835 abitanti. Nel luglio 2008 l'Ufficio di Censimento degli Stati Uniti d'America stimò una popolazione di circa 3.001.000 persone, facendone la terza più popolosa contea della California dopo la contea di Orange e la contea di Los Angeles. Nel 2014 la popolazione fu stimata di 3.263.431 abitanti, diventando così la quinta contea più popolosa degli Stati Uniti con una popolazione superiore a ben 20 dei 50 stati confederati.
La contea di San Diego include l'area metropolitana di San Diego-Carlsbad-San Marcos. Inoltre, fa parte dell'area metropolitana San Diego-Tijuana, un'area con circa 5 milioni di abitanti che rappresenta la più grande area metropolitana condivisa da Stati Uniti e Messico. La contea di San Diego fa anche parte della regione di confine San Diego-Imperial della California Meridionale: si tratta della regione più piccola ma anche della più economicamente varia dello Stato.

## Geografia fisica
La contea si trova nell'angolo sud-ovest dello Stato - e degli Stati Uniti contigui -, al confine con il Messico, e si affaccia a ovest sull'Oceano Pacifico. Secondo l'Ufficio del censimento degli Stati Uniti d'America, la contea ha un'area totale di 11.721 km² (4.526 mi²), di cui 10.878 km² (4.200 mi²) di terra e 840 km² (326 mi²) di acqua (7,2% del totale).
La contea di San Diego ha una variegata topografia. Sul lato occidentale è presente una costa lunga 110 km (70 miglia), che comprende anche la baia di San Diego. Qui prevale il chaparral. Gran parte di San Diego tra la costa e le Montagne Laguna è costituita da colline, mesa e canyon. Nel centro si innalzano montagne innevate (in inverno), mentre la zona a est si trova in un'ombra pluviometrica desertica, in particolare il deserto di Sonora. La Foresta Nazionale di Cleveland si distende nella porzione centrale della contea, mentre il parco statale del Deserto di Anza-Borrego occupa la maggior parte del nord-est. Anche il Monumento Nazionale Cabrillo si trova nella contea.
La contea comprende le suguenti catene montuose: Montagne Cuyamaca, Montagne In-Ko-Pah, Montagne Jacumba, Montagne Laguna, Montagne Palomar, Catene Peninsulari, Montagne San Ysidro, Montagne Santa Ana e Montagne Volcan. Si trovano, inoltre, le vette: Montagna Black, Picco Cuyamaca (seconda vetta più alta della contea), Montagna Cowles (vetta più alta della città di San Diego), Monte Helix, Montagna Hot Springs, Monte Soledad e Montagna Stonewall. I fiumi principali sono San Diego, San Luis Rey, Otay e Tijuana. 
Sono presenti anche 16 importanti basi militari della U.S. Navy, della U.S. Marine Corps e della U.S. Coast Guard, tra cui la base navale di San Diego e la base del corpo dei Marines di Camp Pendleton.

### Contee e municipalità confinanti
- Contee di Riverside - nord
- Contea di Imperial - est
- Tecate (Bassa California, Messico) - sud-est
- Tijuana (Bassa California, Messico) - sud-ovest
- Contea di Orange - nord-ovest

### Riserve indiane
La contea di San Diego ha 18 riserve riconosciute dal governo federale, un numero maggiore a qualsiasi altro Stato. Queste aree ricoprono un totale di 518,5 km² (200,2 mi²).
| - Riserva Barona - Riserva Campo - Riserva Capitan Grande - Riserva Cuyapaipe - Riserva Inaja e Cosmit - Villaggio Jamul | - Riserva La Jolla - Riserva La Posta - Riserva Los Coyotes - Riserva Manzanita - Riserva Mesa Grande - Riserva Pala | - Riserva Pauma e Yuima - Riserva Rincon - Riserva San Pasqual - Riserva Santa Ysabel - Riserva Sycuan - Riserva Viejas |

### Parchi statali e aree protette
| - Parco Statale del Deserto di Anza Borrego - Riserva di Stato Torrey Pines - Parco Statale Cayamaca Rancho - Parco Statale delle Montagne Palomar - Parco Statale Storico San Pasqual Battlefield - Parco Statale Storico Old Town San Diego | - Parco Statale Border Field - Riserva Naturale dell'estuario del fiume Tijuana - Spiaggia Statale San Onofre - Spiaggia Statale Moonlight - Spiaggia Statale Carlsbad - Spiaggia Statale South Carlsbad | - Spiaggia Statale Leucadia - Spiaggia Statale San Elijo - Spiaggia Statale Cardiff - Spiaggia Statale Torrey Pines - Spiaggia Statale Silver Strand |

## Storia
L'area dell'attuale contea di San Diego è stata abitata da oltre 10.000 anni dalle popolazioni indiane dei Kumeyaay (chiamata anche Diegueño), Payómkawichum, Kuupangaxwichem (o Cupeño), Cahuilla e Acjachemen (o Juaneño).
L'insediamento europeo iniziò con la fondazione della Missione di San Diego d'Alcalá da parte degli spagnoli nel 1769. La contea fece parte della provincia dell'Alta California, sotto il Vicereame della Nuova Spagna fino alla rivoluzione messicana. Dal 1821 al 1848 la regione appartenne al Messico. Il territorio della contea di San Diego diventò parte degli Stati Uniti d'America come risultato del Trattato di Guadalupe Hidalgo nel 1848, al termine della Guerra messico-statunitense. Il trattato disegnò il nuovo confine sulla costa dell'Oceano Pacifico ad una lega spagnola più a sud della più meridionale porzione della baia di San Diego, in modo da assicurare agli Stati Uniti d'America il controllo di tutta questa baia naturale.
La contea di San Diego fu una delle 27 contee originarie California e fu creata quando si fondò lo Stato nel 1850. Fu chiamata  come la baia di San Diego, che a sua volta era stata rinominata così da Sebastián Vizcaíno nel 1602 in onore del francescano san Diego d'Alcalá, conosciuto in spagnolo come San Diego de Alcalà de Henares. Nel 1850 la contea di San Diego era molto estesa e includeva tutta la parte più meridionale della California, a sud e a est della contea di Los Angeles. Perciò includeva anche parti delle attuali contee di Inyo e San Bernardino e le intere contee di Riverside e Imperial. Durante l'ultima parte del XIX secolo ci furono molti cambiamenti dei confini della contea di San Diego, a favore delle più recenti contee appena citate. Le più recenti modifiche riguardarono la creazione della contea di Riverside nel 1893 e la contea di Imperial nel 1907. La contea di Imperial fu l'ultima contea della California ad essere istituita. Dopo questa divisione, San Diego non si estendeva più dall'Oceano Pacifico al fiume Colorado e non copriva più l'intero confine tra Messico e California.

## Luoghi d'interesse
- Mount Laguna Observatory - posseduto e gestito dalla San Diego State University (SDSU)
- Palomar Observatory - posseduto e gestito dal California Institute of Technology (CalTech)
- Ramona Valley - zona di produzione vinicola situata 45 km a nord est di San Diego.
- The San Diego Wild Animal Park, 35 miglia a nord dello Zoo di San Diego Zoo e ad est di Escondido.
- Zoo Safari Park di San Diego
- SeaWorld di San Diego è situato a Mission Bay. È di proprietà di Anheuser-Busch.
- Balboa Park, con vari musei è situato vicino a Downtown San Diego.
- Anza-Borrego Desert State Park, nella parte orientale della contea.

## Istruzione
La contea ospita diversi college e università, tra cui l'Università della California - San Diego e l'Università statale di San Diego.

## Comuni[9]

### Cities

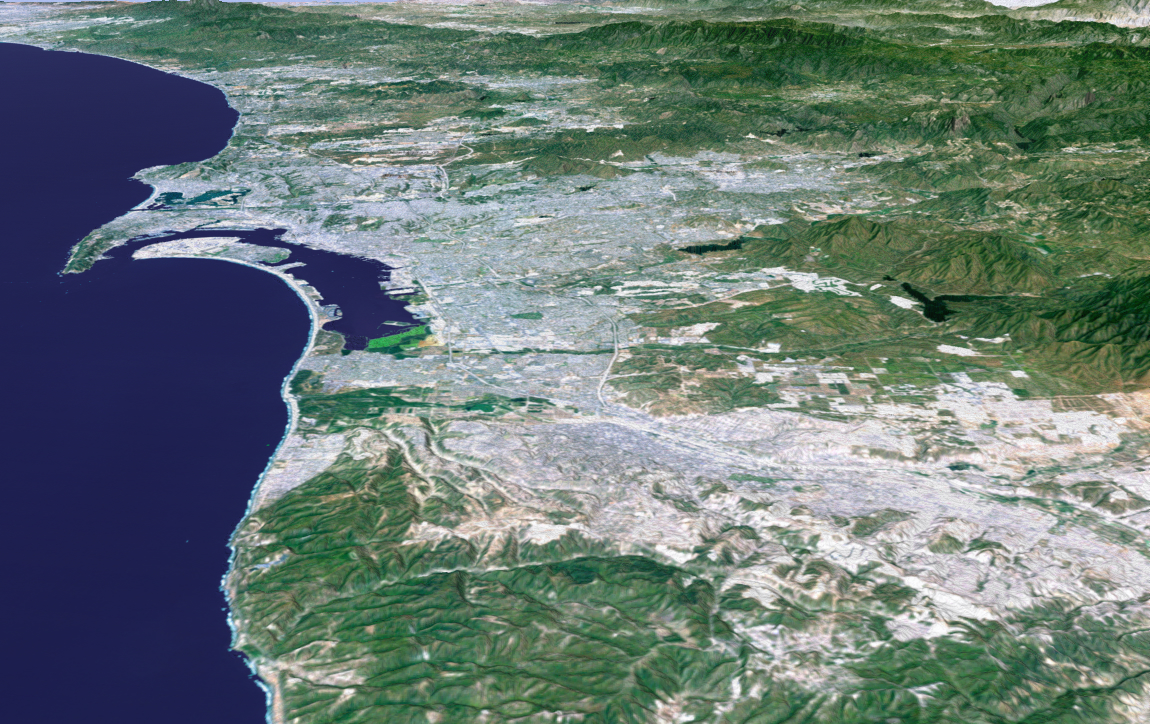
Mappa dell'area metropolitana di San Diego-Tijuana

- Carlsbad
- Chula Vista
- Coronado
- Del Mar
- El Cajon
- Encinitas
- Escondido
- Imperial Beach
- La Mesa
- Lemon Grove
- National City
- Oceanside
- Poway
- San Diego
- San Marcos
- Santee
- Solana Beach
- Vista

### Census-designated places
| - Alpine - Bonita - Bonsall - Borrego Springs - Bostonia - Boulevard - Camp Pendleton Mainside - Camp Pendleton South - Campo - Casa de Oro-Mount Helix - Crest - Del Dios - Descanso | - Elfin Forest - Eucalyptus Hills - Fairbanks Ranch - Fallbrook - Granite Hills - Harbison Canyon - Harmony Grove - Hidden Meadows - Jacumba - Jamul - Julian - La Presa - Lake San Marcos | - Lakeside - Mount Laguna - Pala - Pine Valley - Potrero - Rainbow - Ramona - Rancho San Diego - Rancho Santa Fe - San Diego Country Estates - Spring Valley - Valley Center - Winter Gardens |

## Infrastrutture e trasporti

### Principali autostrade
| - Interstate 5 - Interstate 8 - Interstate 15 - Interstate 805 - California State Route 52 - California State Route 54 | - California State Route 56 - California State Route 67 - California State Route 74 - California State Route 76 - California State Route 78 - California State Route 79 | - California State Route 94 - California State Route 125 - California State Route 163 - California State Route 188 - California State Route 905 |

### Aeroporti
- Aeroporto Internazionale di San Diego
- Montgomery Field, (MYF)
- McClellan-Palomar Airport, (CLD or CRQ)o Palomar Airport, Carlsbad Airport
- Gillespie Field, (SEE) located in El Cajon
- Agua Caliente Airport
- Aeroporto di Borrego Valley
- Fallbrook Airport
- Jacumba Airport
- Lake Wohlford (privato)
- Oceanside Municipal Airport
- Ocotillo Airport
- Pauma Valley (privato)
- Ramona Airport, (RNM)
- Brown Field, (SDM)

## Politica
La contea di San Diego è in un certo senso politicamente divisa, tuttavia essa rimane più conservatrice rispetto al resto della California della costa. La città di San Diego stessa, inclusa La Jolla, Coronado e Imperial Beach fanno parte del 53º distretto congressuale che ha un Cook Partisan Voting Index (CPVI) di D+12. I sobborghi a nord, inclusi Carlsbad, facevano parte del 50# distretto con un CPVI di R+5. Nel 2004 alle elezioni presidenziali, San Diego, Encrinitas, National City, Del Mar e alcune altre aree votarono per John Kerry; San Marcos, Escondido, Carlsbad, Oceanside, Coronado, Santee, Poway, El Cajon e Vista a sorpresa supportarono George W. Bush. 
Chula Vista, La Mesa, Lemon Grove, Solana Beach, e Imperial Beach sono considerate aree di incertezza della contea - Chula Vista e Imperial Beach di poco supportarono Al Gore nel 2000 ma di poco votarono per Bush nel 2004, mentre Solana Beach votò per Bush nel 2000 e per Kerry nel 2004. La Mesa di poco votò per Bush entrambe le volte, e Lemon Grove di poco divenne Democratica entrambe le volte.
Un'unica particolarità della scena politica è l'uso della Golden Hall, un'istituzione convenzionale vicina alla City Hall, come centro per le elezioni. Il registro della contea per i votanti affitta la hall per far sapere i risultati elettorali. Supporters e osservatori politici sono invitati a seguire i risultati all'interno della hall, i candidatei fanno i loro discorsi per la vittoria e i proclami e ospitano i partiti per campagne di volontariato e di donatori per il sito, e le stazioni televisive trasmettono dal pianterreno del Convention Center. La Golden Hall venne dichiarata chiusa nel 2004, ma fu aperta nuovamente nel novembre 2005 per uno speciale elezioni.